# Hannivka, Dunaiivți
Hannivka (în ucraineană Ганнівка) este o comună în raionul Dunaiivți, regiunea Hmelnîțkîi, Ucraina, formată numai din satul de reședință.

## Demografie
Componența lingvistică a comunei Hannivka
     Ucraineană (99,29%)
     Alte limbi (0,57%)
Conform recensământului din 2001, majoritatea populației comunei Hannivka era vorbitoare de ucraineană (99,29%), existând în minoritate și vorbitori de alte limbi.